# Kościół św. Antoniego z Padwy w Siemianowicach Śląskich
Kościół świętego Antoniego z Padwy – rzymskokatolicki kościół parafialny parafii św. Antoniego z Padwy w Siemianowicach Śląskich.
Świątynia znajduje się przy ulicy ks. Jana Kapicy w dzielnicy Centrum. Powstał on poprzez adaptację powstałej w 1914 roku hali targowej. Konsekracja kościoła odbyła się 4 października 1931 roku.

## Historia

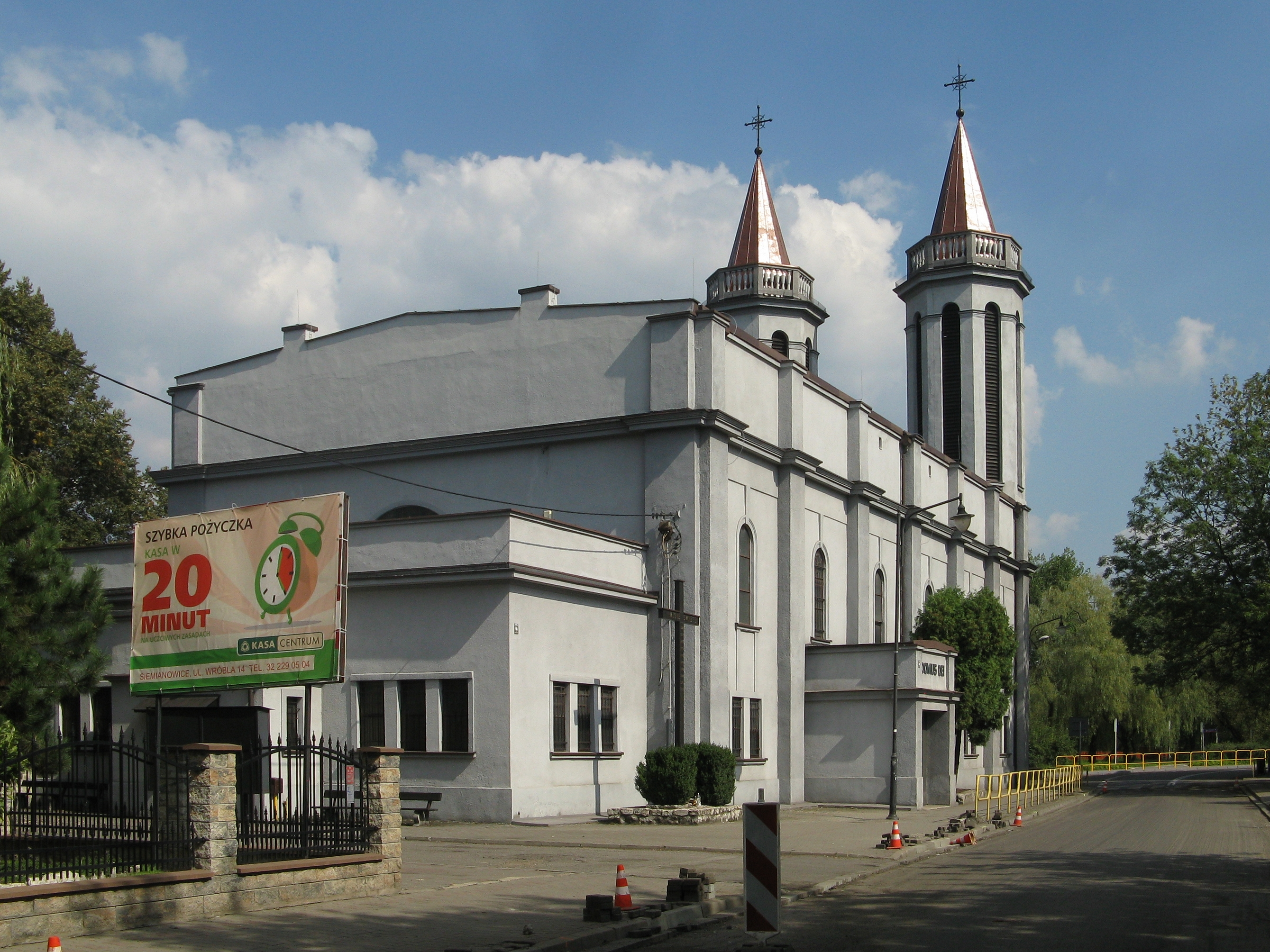
Widok z zachodu (2018)

Starania o budowę świątyni w Hucie Laura zostały rozpoczęte w 1908 roku. Świątynia miała znajdować się na plantach przy obecnym placu ks. Piotra Skargi. W późniejszym czasie rozpisano konkurs na budowę nowego kościoła, a także sprzedawano cegiełki. Powstały dwa konkursowe projekty. Realizacji przeszkodził wybuch I wojny światowej. Po wojnie, z powodu dewaluacji pieniądza zamiast stawiać nowy budynek postanowiono zaadaptować na potrzeby sakralne halę targową, która powstała w 1914 roku według projektu Theodora Heidricha. W tym celu parafia wystąpiła z wnioskiem do Rady Gminy Huta Laura o zakup hali. 16 września 1922 roku zostały przesłane akta dotyczące zakupu hali.
W 1923 roku parafia uzyskała zezwolenie na dobudowę zakrystii i salki, a w 1927 roku rozpoczęto prace adaptacyjne we wnętrzu przyszłego kościoła. Rok potem powstał projekt adaptacji hali na kościół, autorstwa katowickich architektów: Jana Basiona i Stanisława Porębskiego. Zaprojektowano podniesienie bocznych ścian o 4 metry i dobudowę dwóch wież przy wejściu głównym. Prace adaptacyjne przy świątyni trwały do 1931 roku.
Kościół został konsekrowany w dniu 4 października 1931 roku przez biskupa Stanisława Adamskiego. W 1930 roku zakupiono organy, zastąpione nowymi w 1979 roku. W 1929 roku zamówiono cztery dzwony, które w 1942 roku zostały zarekwirowane przez Niemców. Po II wojnie światowej zamontowano nowe dzwony. Również po wojnie, w latach 1945–1947 zamontowano 28 witraży.

## Architektura i wyposażenie

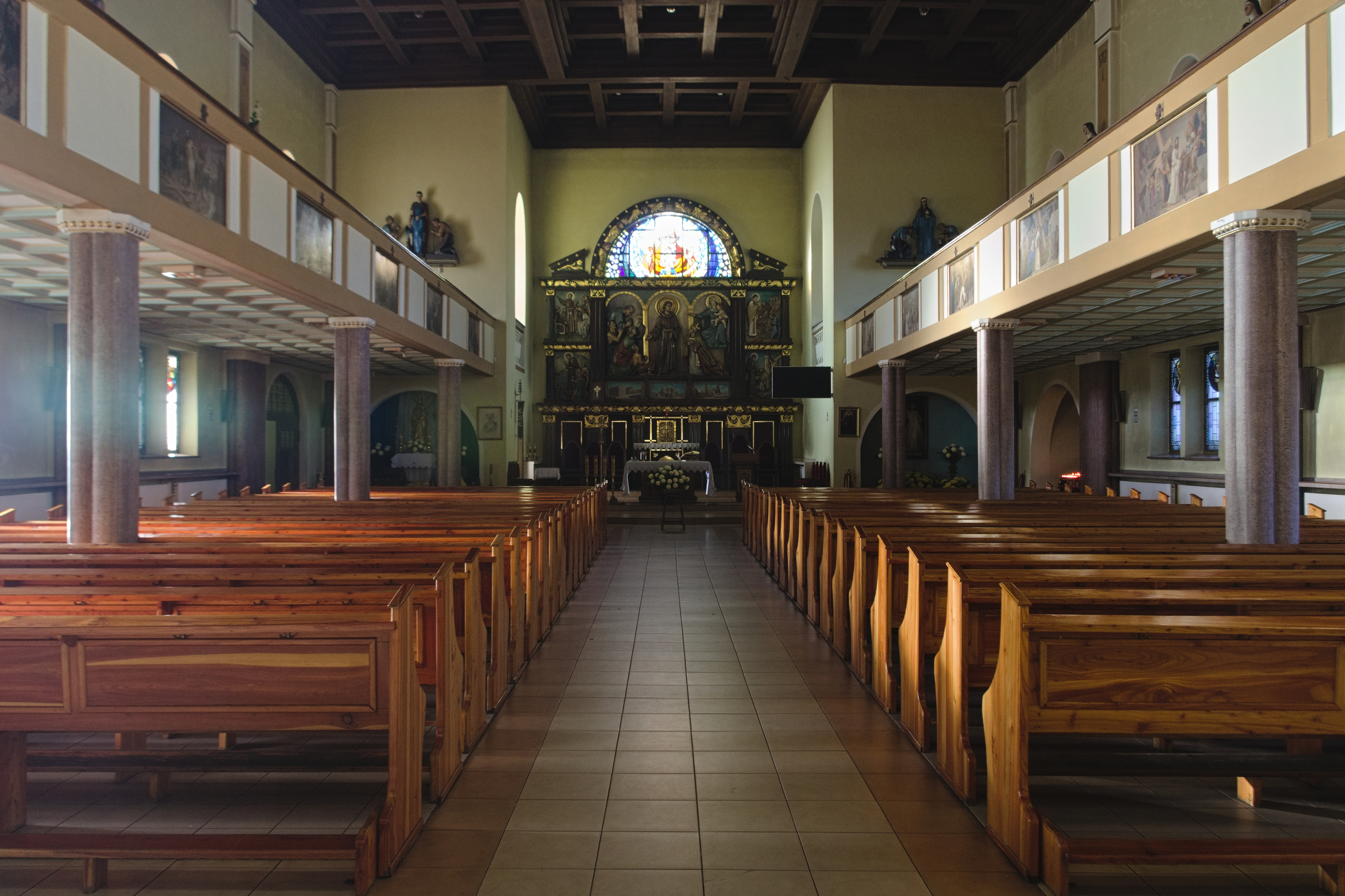
Wnętrze (2021)

Kościół parafialny znajduje się przy ulicy ks. Jana Kapicy w Siemianowicach Śląskich. Kościół powstał poprzez przebudowę hali targowej. Projekt przebudowy opracowali architekci z Katowic: Jan Basion i Stanisław Porębski. Przy wejściu głównym znajdują się dwie wieże. Siemianowicka pracownia Fryderyka Romańczyka wykonała dla kościoła 28 witraży, przedstawiających świętych. W prezbiterium widnieje witraż przedstawiający Boga Ojca. 
Pierwszy ołtarz w kościele został wykonany u Jana Seretty w Pawłowicach – obecny powstał po soborze watykańskim II. Droga Krzyżowa znajdująca się jest autorstwa katowickiego artysty Otto Kowalewskiego.Obecne organy zostały wykonane w 1979 roku przez firmę Włodzimierza Truszczyńskiego z Warszawy. Dzwony zamontowano po II wojnie światowej. Posiadają one elektryczny napęd. 